# 十津川光子
十津川 光子（とつがわ みつこ、1925年- ）は、日本の作家。本名は臺野澄子。

## 略歴
北海道生まれ。新十津川村生まれ。庁立滝川高等女学校を戦後に卒業。慶應義塾大学医学部付属厚生女子学院（現・慶應義塾大学看護医療学部）を卒え、看護婦となる。
小説を木々高太郎に師事し、1958年『コタンの春』を上梓（序文は木々）。1960年の『胎動期』は、東芝日曜劇場でテレビ放送され、三輪彰監督・新藤兼人脚本によって「胎動期 私たちは天使じゃない」として1961年に映画化された。『悪評の女』は、真杉静枝の伝記。
1974年、朝海さち子の筆名で、「谷間の生霊たち」により太宰治賞を受賞した（太宰賞受賞時の『文芸展望』より）。
作詞家としても活動していた時期があり、倍賞千恵子「約束のポプラの下で」や、堀川健「君待つ里」がある。

## 著書
- 「コタンの春」出版社不明 1958　朱雀社から再販 1963
- 「胎動期」虹書房 1960
- 「女湯の旅」宮川書房 1967
- 「悪評の女」（モニュメンタリ叢書） 虎見書房 1968
- 「谷間の生霊たち」（朝海さち子 名義）筑摩書房 1975
- 「ひとりぼっちのコロ」ポプラ社 1986
- 「ひしの実の記憶」（朝海さち子 名義） 近代文芸社 1995.11